# Parc éolien de Primorsk
Le parc éolien de Primorsk est un ensemble d'éoliennes dont la mise en service a débuté en 2019 dans l'oblast de Zaporijjia en Ukraine.

## Puissance installée
Une première tranche de sept éoliennes est mise en service en 2019.
En 2022, le parc comprend 52 éoliennes GE Energy 3.8 de 3,8 MW, soit au total 197,6 MW.